# Hain

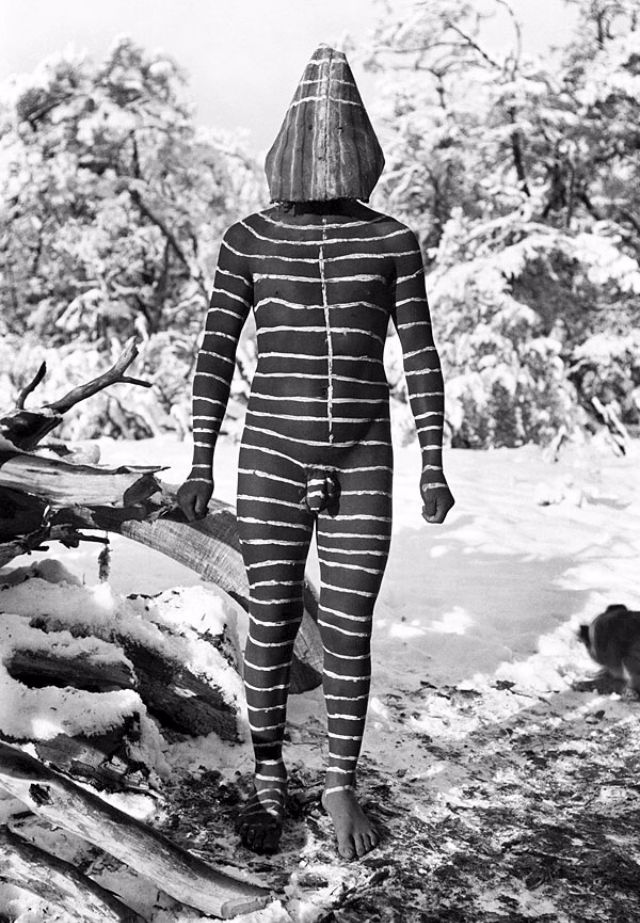
Rito de iniciación Hain.

Una ceremonia hain era un rito de iniciación realizado por los selknam u onas, nativos del norte y centro de Tierra del Fuego en Argentina y Chile. También constituía un medio de intercambio social ya que distintos grupos selknam se reunían para celebrarla. 
La ceremonia o rito del hain se realizaba con el propósito de iniciar a los jóvenes varones entre 14 y 18 años a la adultez. Los selknam denominaban kloketen a los jóvenes que serían iniciados. Se pretendía formarlos en la razón y el carácter. Para esto, eran sometidos a diferentes pruebas durante la ceremonia.
El hain se llevaba a cabo en una gran choza construida en el bosque, donde se reunían los hombres para realizar la ceremonia en la cual los jóvenes serían instruidos en las “verdades de la vida”. Finalizada la ceremonia, los jóvenes eran admitidos en el círculo de los hombres.

## Origen legendario
De acuerdo a un mito sel'knam, la práctica fue instaurada por las mujeres en los tiempos del Hoowin (tiempo mítico en sel'knam), cuando las mujeres gobernaban a los hombres dirigidas por Kreeh. Los hombres eran obligados a diferentes tareas. Sin embargo, los hombres eran fuertes y las mujeres temían que llegaran a rebelarse, por lo que, para mantener el control, inventaron una ceremonia secreta. De esta forma se comenzó a celebrar el hain. 
En estas reuniones las mujeres iniciaban a las jóvenes en su etapa adulta, pintando sus cuerpos y utilizando máscaras para representar distintos espíritus que infundían terror en los hombres. Ellas los convencieron de que estos seres emergían de la tierra y descendían del cielo y su trabajo era castigar a quienes se opusieran a sus órdenes.
La ceremonia se mantuvo hasta que un día Krren, esposo de Kreeh, regresando de la caza, pasó cerca de la choza ceremonial y escuchó el murmullo de dos mujeres. Se aproximó y las descubrió lavándose la pintura y riendo. Al ver esto comprendió que todo era un engaño, y los espíritus no eran seres de otro mundo sino ellas enmascaradas. Krren furioso volvió al campamento y contó lo visto a los demás. Seguros del engaño cometido por las mujeres planearon atacar la choza ceremonial. Una vez dentro se produjo la matanza de las mujeres. Solamente dejaron vivas a las más pequeñas, ya que desconocían el secreto de la ceremonia. Las que lograron escapar se transformaron en animales. Krren atacó a Kreeh, la cual cayó herida sobre las brasas del fuego central pero logró escapar, transformándose en la luna, y Krren se lanzó tras ella convirtiéndose en el sol. Luego de la matanza, los hombres se apoderaron del hain para marcar su dominio sobre las mujeres y trasmitir el secreto a los jóvenes.

#### Mito del primerHain
Se realizó posterior al exterminio de las mujeres. Los hombres se reunieron en Maustas para celebrar la primera ceremonia. Siete hombres fueron los encargados de construir la choza, llamados Howenh. Para esto cada uno trajo un gran tronco de su lugar de residencia, y con ellos alzaron la choza. Los siete howenh fueron los encargados de asumir el rol de espíritus en la ceremonia. De esta forma los hombres se organizaron para representar el hain utilizando los mismos espíritus que las mujeres emplearon en un pasado, estableciendo así un orden que se mantuvo hasta el último hain.

## Descripción
La ceremonia comenzaba con la preparación de los kloketen. Estos eran separados de sus familias para ser preparados para la ceremonia. Eran formados con los brazos extendidos hacia el cielo uno junto a otro para ser despojados de su vestimenta, bañados y posteriormente ser pintados completamente con arcilla roja por los hombres. Luego eran trasladados a la choza ceremonial, donde eran recibidos entre cantos y gritos, lo cual aumentaba el miedo de los jóvenes ante la ceremonia.
Una vez en el interior de la choza eran distribuidos alrededor del fuego y debajo de los siete postes de la misma, y se les ordenaba mirar fijamente hacia arriba. Desde el fuego surgían los espíritus, cantando, y los iniciados poco a poco bajaban la mirada ante ellos. Los espíritus comenzaban así un juego de tironeo, el cual terminaba en una gran lucha con un kloketen. Así, cada uno debía luchar con un espíritu para mostrar su destreza y fuerza, aunque siempre el espíritu era el triunfador. Luego de la lucha el kloketen era obligado a desenmascarar al espíritu, encontrándose así con un hombre de carne y hueso, proceso que se repetía con todos los iniciados. El propósito era mostrar que los espíritus no existían y no eran más que hombres disfrazados, los cuales después de ser desenmascarados comenzaban a reír y mencionaban que "¡Así jugamos nosotros, los hombres!"
Durante los siguientes días se les instruía en los trabajos y obligaciones que como selknam adulto le esperaban, realizaban diversas pruebas y se les enseñaba el uso de armas, tiro y la caza.
Se les narraban mitos que explicaban los orígenes del mundo y su sociedad. El más importante era el del origen del hain y de cómo las mujeres habían traicionado a los hombres en un pasado, con la intención de explicar la creación primitiva de la celebración y justificar su forma actual. Con esto se les revelaba al fin el secreto del hain, y finalizados los relatos se les hacía prometer jamás revelar lo vivido a las mujeres, ya que se castigaría con la muerte.

## Detalles ceremonia

### Choza
Se buscaba un lugar alejado del campamento para su construcción. Debía ser fuerte y espaciosa, y era construida con troncos gruesos y delgados. Formada por siete postes y cuatro columnas, la choza siempre debía estar orientada hacia el este. La fogata se ubicaba en el centro de la choza y se mantenía encendida durante toda la ceremonia. La entrada se encontraba siempre del lado opuesto al campamento para evitar que las mujeres y niños espiaran en su interior. Terminada la ceremonia, la choza era desmantelada. 

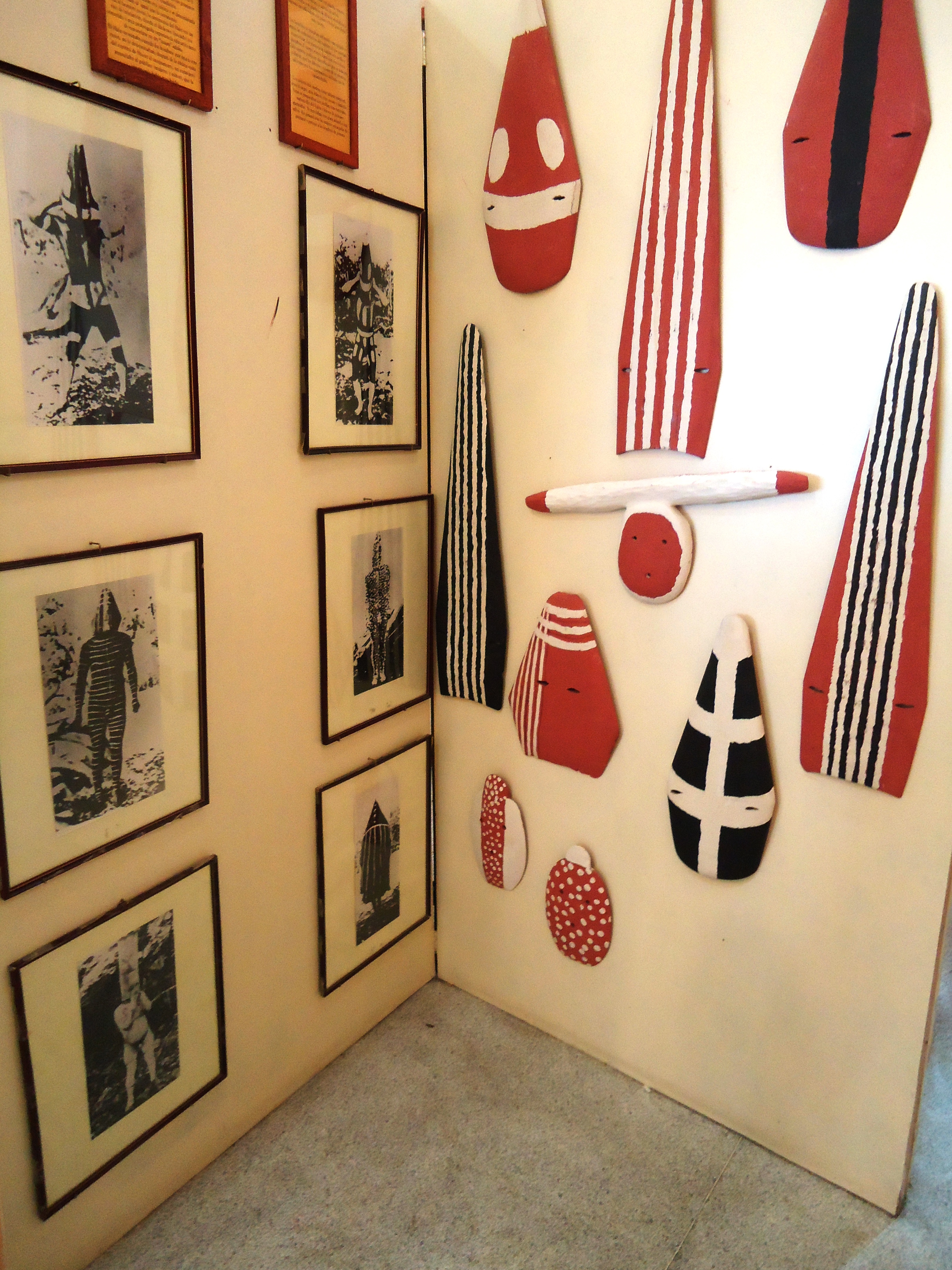
Elementos de la ceremonia Hain, expuestos en el Museo Municipal Fernando Cordero Rusque,Chile.

### Espíritus
Los principales del hain eran xalpen y los siete soortes, shoorts o soorts. La primera era representada por una fila de cueros dispuestos en el suelo de la choza
,mientras que los soortes eran representados por los hombres, los cuales se disfrazaban pintando su cuerpo y utilizando máscaras que fabricaban. Se presentaban repetidamente en la ceremonia, a veces bailando, recreando escenas y atemorizando a las mujeres para mantenerlas alejadas de la choza.

### Soortes principales
Reciben este nombre por los siete howenh que representaron por primera vez a los espíritus en la ceremonia. Se caracterizan por sus diferentes diseños de pintura.
- Sate: era un soorte del sur, presentaba su cuerpo completamente blanco con una línea roja y puntos blancos desde su máscara hasta las rodillas.

- Yoisik: proveniente del sur, era considerado el más viejo, presentaba la mitad de su cuerpo cubierto con color blanco y la otra mitad roja con puntos blancos.

- Wacus: era un soorte del este, su cuerpo era completamente rojo con puntos blancos y tres líneas negras a su alrededor.

- Keyaisl: proveniente del norte, la mitad de su cuerpo estaba pintada de color negro, y la otra rojo con algunos puntos blancos.

- Talen: era un soorte del norte, su cuerpo era de color rojo con puntos blancos y dos líneas blancas. Era considerado el más fuerte.

- Pawus: perteneciente al norte, tenía su cuerpo pintado de blanco con franjas rojas, las cuales tenían puntos blancos.

- Sanu: era del oeste, su cuerpo rojo con abundantes puntos blancos simétricos.

### Extensión
Su duración era variable, desde una semana hasta meses o años. Su extensión también se podía ver interrumpida  debido al clima, al ánimo de los hombres, o a la falta de comida.